# Butcombe
Butcombe är en ort och civil parish i Storbritannien.   Den ligger i kommunen North Somerset och riksdelen England, i den södra delen av landet, 180 km väster om huvudstaden London. Butcombe ligger 85 meter över havet och antalet invånare är 218.
Terrängen runt Butcombe är kuperad åt sydväst, men åt nordost är den platt. Terrängen runt Butcombe sluttar norrut. Runt Butcombe är det tätbefolkat, med 493 invånare per kvadratkilometer. Närmaste större samhälle är Bristol, 13,4 km nordost om Butcombe. Trakten runt Butcombe består i huvudsak av gräsmarker.